# Gusti Pichler
Auguste „Gusti“ Rosa Pichler (* 10. Oktober 1893 in Wien, Österreich-Ungarn; † 13. April 1978 in Wien, Österreich) war eine österreichische Tänzerin.

## Leben und Karriere
Gusti Pichler wurde am 10. Oktober 1893 in eine Familie mosaischen Glaubens in Wien geboren. Ab 1903 absolvierte sie eine Tanzausbildung an der Ballettschule der Wiener Staatsoper, als deren Vorstand zu diesem Zeitpunkt Joseph Haßreiter fungierte. Wie der US-amerikanische Tanzkritiker österreichischer Abstammung, George Jackson später beschrieb, entstammte Gusti Pichler ärmlichen Familienverhältnissen, was auch ihre damalige Klassenkameradin, die später Dichterin und Bildhauerin Hedwig Peitlschmidt bestätigte. Ihr Lehrer fragte jene, die es sich leisten konnten, regelmäßig um Kleiderspenden, wobei Gusti Pichler stets eine Bezieherin dieser Kleiderspenden war.
Da es zur damaligen Zeit Brauch war, die besten Nachwuchsballerinen an die Ballettschule der Scala nach Mailand zu schicken, wurde diese Ehre auch Gusti Pichler zuteil. Doch da diese, zu diesem Zeitpunkt noch sehr jung, Angst vor Heimweh hatte, widersetzte sie sich und blieb stattdessen in Wien, wo sie unter der damaligen Primaballerina Cecilia Cerri, einer ehemaligen Schülerin von Carlo Blasis und Wiener Primaballerina von 1907 bis 1919, trainierte.
Nachdem sie bereits als Zehnjährige erste Bühnenerfahrung sammelte, wurde sie ab Ende des Jahres 1908 an der Wiener Hofoper eingesetzt und trat Ende 1913 erstmals als Solotänzerin in Erscheinung. Ab 1920 als 1. Tänzerin im Einsatz, fungierte sie zwischen dem Frühjahr 1925 und dem Jahr 1935 als Primaballerina der Wiener Staatsoper. Dabei war sie nach ihrer Vorgängerin Elsa von Strohlendorf, die diese Tätigkeit von 1919 bis 1924 ausübte, die erst zweite Österreicherin, der diese Ehre zuteilwurde. Davor waren dies von 1870 bis 1873 mit Guglielma Salvioni, von 1879 bis 1892 mit Luigia Cerale, von 1892 bis 1905 mit Irene Sironi, von 1905 bis 1907 mit Josefine Gandini und von 1907 bis 1919 mit Cecilia Cerri ausschließlich Italienerinnen. Pichler selbst bezeichnete sich jedoch als erste österreichische Primaballerina, obwohl ihr durchaus bekannt war, dass Elsa von Strohlendorf vor ihr diese Tätigkeit ausübte. So ließ sie noch zu Lebzeiten vermerken, dass auf ihrem Grabstein die Aufschrift „Erste Primaballerina“ eingraviert werden solle, was in weiterer Folge auch wirklich geschah.
Als „Wiener Stil“ wurde zu dieser Zeit die Eigenart von Gusti Pichlers Schönheit, ihrem Charme und ihrer souveränen klassischen Technik bezeichnet. Sie trat unter anderem in Hauptpartien in Balletten von Joseph Haßreiter, Heinrich Kröller oder Margherita Wallmann auf und brillierte zudem in zahlreichen Opernballetten. Zu ihren wichtigsten Rollen zählten Odette in Schwanensee, Swanilda in Coppélia, Darinka in Die roten Schuhe, die Titelrolle in Die Prinzessin von Tragant, Prinzessin Praliné in Schlagobers sowie die Titelrolle in Die Tänzerin Fanny Elßler.
Im Jahre 1935 wurde die in ihren frühen 40ern stehende Primaballerina ein Ehrenmitglied der Wiener Staatsoper. Neben ihrer Bühnenpräsenz trat Pichler auch in diversen Filmen in Erscheinung, so unter anderem als Gräfin Esterhazy im 1926 veröffentlichten Spielfilm Franz Schuberts letzte Liebe. Bis heute sind einige Filmaufnahmen Pichlers vorhanden; so unter anderem eine Aufnahme einer Aufführung von An der schönen blauen Donau im Wiener Opernhaus aus dem Jahre 1935. Der online von Pathé News veröffentlichte Videoclip zeigt Pichler in Begleitung weiterer Ballerinen und eines männlichen Tanzpartners (vermutlich Willy Fränzl). Als Choreograph trat dabei entweder Joseph Haßreiter oder dessen Nachfolger Willy Fränzl in Erscheinung.
Verheiratet war Pichler mit dem rund zehn Jahre älteren englischen Major und ehemaligen Börsenangestellten Frank Everest-Short (1883–1953). Dieser war bereits in zweiter Ehe verheiratet, nachdem seine erste Ehe mit Elizabeth Irvine-Smith (1879/80–?), mit der er die beiden Kinder Martin (1909–1996) und Primrose Short (1913–1996) hatte, geschieden wurde. Die Ehe zwischen Pichler und Short blieb kinderlos. Nach dem Ausscheiden Shorts aus der British Army nach dem Erreichen der Altersgrenze trat er als Geschäftsmann in Erscheinung. Bald nach dem Anschluss Österreichs floh er, nach anfänglichen Tätigkeiten in Wien für Bickford & Co., einen Produzenten für Zünder für Bomben, unter Mithilfe von Albert Göring zusammen mit seiner Frau vor den Nazis über Kairo nach London. In London lebten die beiden dann für einige Zeit zusammen, ehe Pichler, eventuell nach dem Tod Shorts, wieder nach Wien zurückkehrte.

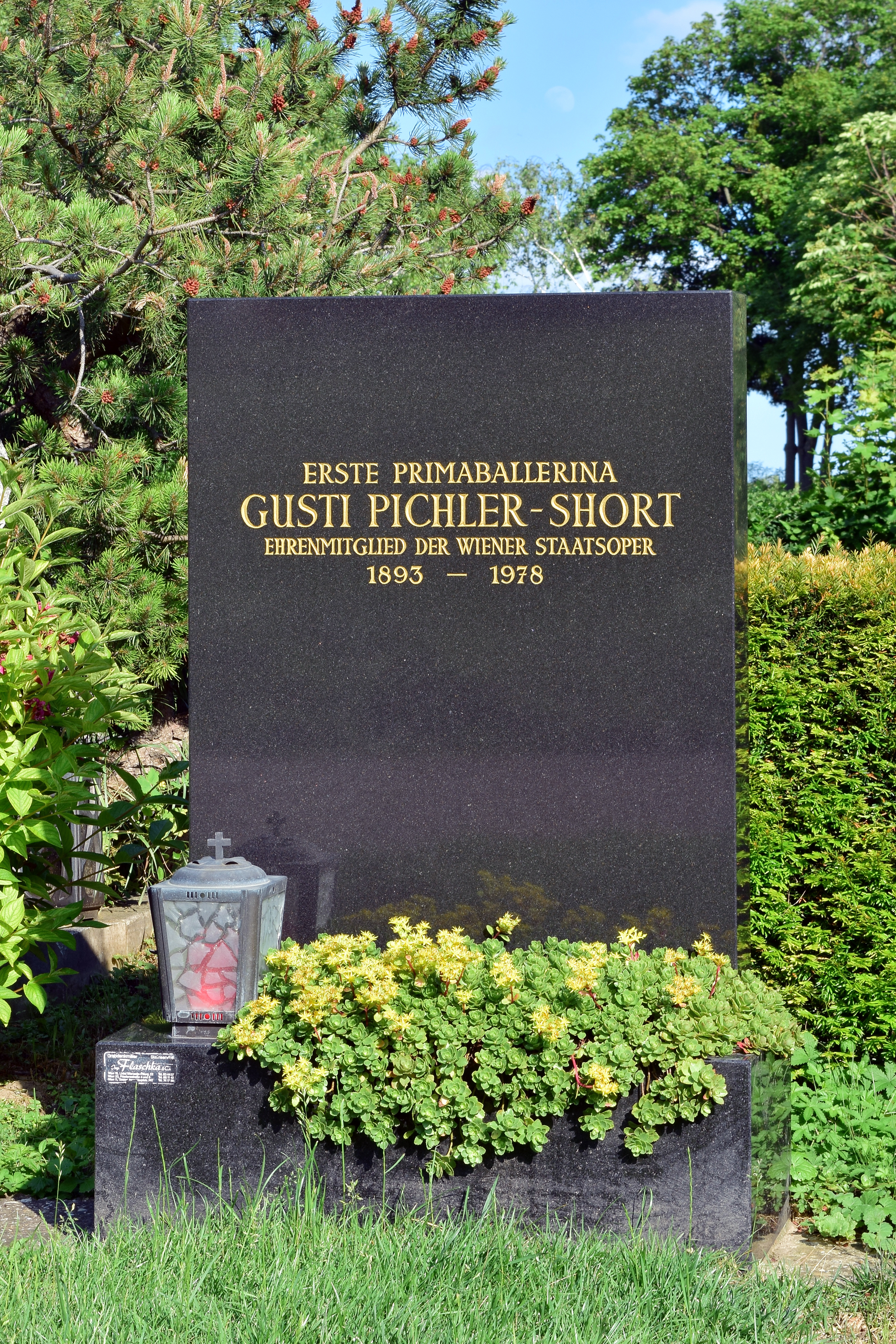
Grab von Gusti Pichler am Wiener Zentralfriedhof

Am 13. April 1978 starb Pichler 84-jährig in ihrer Geburts- und Heimatstadt Wien und wurde am Wiener Zentralfriedhof in einem ehrenhalber gewidmeten Grab am Ehrenhain in der Gruppe 40 (Grab-Nr. 56) begraben. Ihre letzte Adresse, auf der sie bis zu ihrem Tod gemeldet war, war die Starhemberggasse im 4. Wiener Gemeindebezirk Wieden.